# Leroy Watson
Leroy Denver Watson (Broseley, 6 de julho de 1966) é um arqueiro britânico, medalhista olímpico.

## Carreira
Leroy Watson representou seu país nos Jogos Olímpicos em 1988, ganhando a medalha de bronze em 1988 por equipes.